# Saïnata
 (octobre 2015).
Si vous disposez d'ouvrages ou d'articles de référence ou si vous connaissez des sites web de qualité traitant du thème abordé ici, merci de compléter l'article en donnant les références utiles à sa vérifiabilité et en les liant à la section « Notes et références ».
La saïnata ou tigrée est une race non répertoriée de vaches au pelage bringé, c'est-à-dire à rayures discontinues, originaire du pourtour méditerranéen et présente principalement en Corse, ainsi qu'en Sardaigne.

## Histoire
Sa présence dans cette zone remonte à la préhistoire, comme en témoignent certaines peintures rupestres la représentant. Elle serait dérivée de la brune de l'Atlas et appartiendrait donc au rameau brun. À ce jour, aucune étude génétique n'a été réalisée afin de démontrer si elle pourrait être décrite comme une race bovine. Cependant, on peut observer que lors des croisements, la robe avec son caractère bringé ressort systématiquement.

## Description

### Morphologie
La Saïnata a une robe se caractérisant principalement par son bringé. Sa robe peut être beige ou brune au bringé noir ou encore noire au bringé fauve. Elle se caractérise également par de grandes cornes, le contour des yeux et le museau roses, la présence de poils au niveau des oreilles et d’un bringé en forme d’étoile sur la tête. Le veau nait roux – beige, le bringé ne commençant à apparaître qu’à partir de trois mois et étant bien visible à partir de 6–7 mois. C’est une race au petit gabarit avec un poids vif se situant aux alentours de 350 kilogrammes.

### Aptitudes

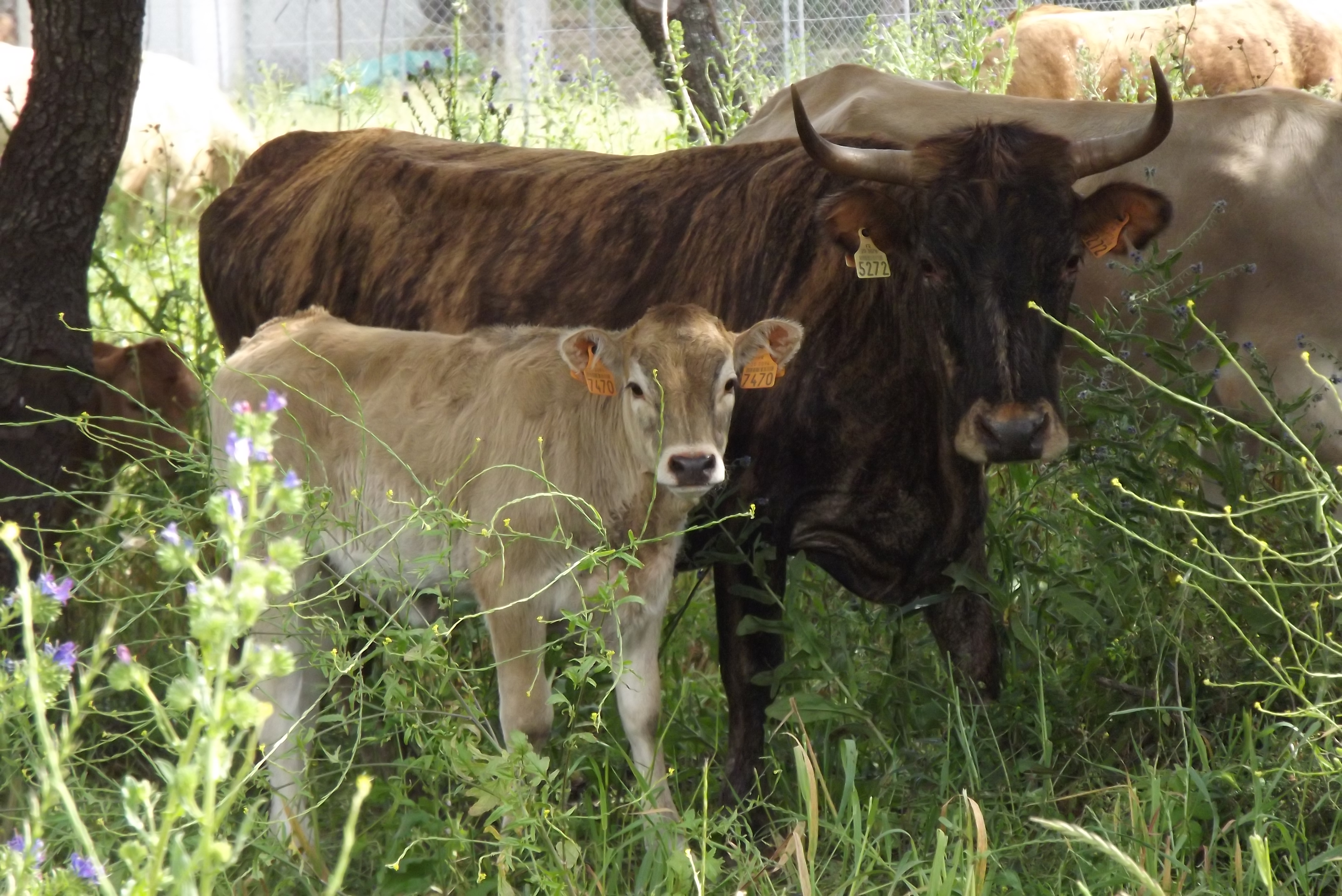
Vache tigre (Serra-di-Ferro)

C'est une race élevée pour sa viande,. Sa rusticité et sa polyvalence lui ont permis de se maintenir dans les troupeaux corses. Autrefois utilisée pour la traction, seuls quelques individus étaient présents dans les troupeaux. L'élevage de cette souche bovine est exclusivement extensif. 
C'est une vache très bien adaptée au territoire corse. En effet, elle présente une bonne résistance à la chaleur et une forte rusticité. Elle présente également une facilité de vêlage et d'excellentes qualités maternelles. Concernant la lactation, elle possède de petites mamelles et a une très bonne capacité de transformation de l'alimentation trouvée naturellement dans le maquis en un lait riche pour le veau. La croissance du veau est adaptée à la saisonnalité de la production d’herbes. Il prend fortement en masse entre cinq et sept mois, lorsque la production d'herbes est à son maximum. 
La Saïnata ne présente pas de problèmes sanitaires particuliers si ce n’est une fragilisation des sabots lorsqu'elle est présente en zone humide.

### Sélection
Une relance de la Saïnata résultant d'une démarche privée a été initiée en 2000 . Une marque sous le nom de « vache tigre », avec un cahier des charges spécifique a même été déposée en 2006. Cette relance passe par une valorisation supérieure de la viande et du prix d'achat des bêtes ainsi que par la création de produits dérivés afin de motiver les éleveurs à sélectionner la Saïnata. 
Jusqu'à présent, cette sélection s'est principalement axée sur la bonne conformation ainsi que la docilité des bêtes, la capacité de production de viande n'intervenant que dans un second temps.

## Perspectives
Des recherches génétiques sur les caractères de la Saïnata devraient être réalisées afin de voir si elle peut être décrite comme une race reconnue. Des travaux avec les INRA de Corse, Sardaigne et Maroc devraient être initiés. Enfin, un programme INTERREG avec la Sardaigne devrait voir le jour afin d'aider à la valorisation du produit.

## Aspects culturels
La saïnata est mentionnée page 39 dans le roman de Dominique Chalumeau L'Enfant des étoiles, Editions Publibook, 2014.